# بينغدينغشان
بينغدينغشان (بالصينية: 平顶山市 )‏ هي مدينة على مستوى محافظة، في جمهورية الصين الشعبية، تتبع خنان، تبلغ مساحتها 7,882 كيلومتر مربع، رمزها البريدي هو 467000.

## الموقع
تشترك في الحدود مع:
- تشنغتشو.

## التقسيمات الإدارية
- Xinhua, Pingdingshan [الإنجليزية]‏
- Weidong, Pingdingshan [الإنجليزية]‏
- Shilong, Pingdingshan [الإنجليزية]‏
- Zhanhe, Pingdingshan [الإنجليزية]‏
- Baofeng County [الإنجليزية]‏
- Ye County [الإنجليزية]‏
- Lushan County, Henan [الإنجليزية]‏
- Jia County, Henan [الإنجليزية]‏
- وغانغ، هينان  [لغات أخرى]‏
- روزهو  [لغات أخرى]‏.

## توأمة
لبينغدينغشان اتفاقيات توأمة مع:
- سيزران

## أعلام
- سا دينق دينق